# 林佳諭
林佳諭（1987年5月22日—），臺北市人，臺灣環保運動人士，前樹黨共同黨主席，青年佔領政治台北辦公室主任，曾在2014年參選台北市議員。現在任職於於IT新創公司。

## 生平

### 早年生活
單親與低收入戶家庭出身，在就讀臺北市信義區永春國民小學幼稚園時，成為輻射鋼筋教室事件受災者之一，自9歲起開始接受醫院的輻射追蹤檢查，高中時被診斷出有甲狀腺腫塊，之後開始積極參與反核運動。

### 社會運動與選舉
2014年9月5日，以樹黨身分領表登記參選台北市議員，同年11月10日，因發現萬華區國輝國宅旁有多棵路樹被砍斷，林佳諭與樹黨黨員一起前往當地抗議，呼籲修法擴大保護私有樹。11月29日，林佳諭在臺北市議員第五選舉區中，最終以9,965票與5.12%的得票率落選，為該選區之落選頭。
2015年5月20日，立法院修憲委員會審查「選舉及被選舉權」修正案，林佳諭與冼義哲、潘翰聲及李幸長等人，前往立法院抗議，呼籲降低青年參政門檻。同年6月6日，林佳諭上街參與606反空污全台大遊行。
2016年1月北半球寒流席捲台灣，林佳諭在臉書號召網友發動「捐助棉被毛毯與禦寒衣物」的行動，並親自捐贈相關物資。
2017年6月6日，宣布加入社會民主黨。

## 外部連結
- 林佳諭的Facebook專頁